# Euxoa petruska
Euxoa petruska är en fjärilsart som beskrevs av Mcdunnough 1932. Euxoa petruska ingår i släktet Euxoa och familjen nattflyn. Inga underarter finns listade i Catalogue of Life.